# Badbchaid
Badbchaid (fl. VI secolo a.C.) è stato un leggendario re supremo d'Irlanda del VI secolo a.C..
Detronizzò Úgaine Mor, ma regnò solo per meno di due giorni prima di essere ucciso dal figlio di Úgaine, Lóegaire Lorc.

## Fonti
- Seathrún Céitinn, Foras Feasa ar Éirinn, 1.28
- Annali dei Quattro Maestri, M4606